# Médonville
Médonville település Franciaországban, Vosges megyében. Lakosainak száma 54 fő (2022. január 1.). Médonville Outremécourt, Soulaucourt-sur-Mouzon, Aingeville, Gendreville, Malaincourt és Urville községekkel határos.

## Népesség
A település népességének változása:
| Lakosok száma | 72   | 86   | 94   | 100  | 87   | 74   | 61   | 58   | 54   |
|               | 2013 | 2015 | 2016 | 2017 | 2018 | 2019 | 2020 | 2021 | 2022 |